# Portaveu del Consell de la Generalitat Valenciana
La o el portaveu del Consell de la Generalitat Valenciana és un càrrec organitzatiu i polític del Consell o Govern valencià, encarregat de comunicar a la societat l'acció política i institucional d'aquest.

## Història
El càrrec està vinculat des del principi de l'etapa autonòmica als diversos Consellers de Presidència o a les Vicepresidències i prengué el rang de Conselleria al segon govern de la V Legislatura (de 2000 a 2003), amb Eduardo Zaplana de president de la Generalitat Valenciana i Alicia de Miguel com a Portaveu.
A la següent legislatura (2003-2007) va ser creada la Conselleria de Relacions Institucionals i Comunicació que ja no va tornar a estar activa fins al moment.
Des de l'XI Legislatura (2023- ) les funcions de portaveu les assumeix la consellera d'Hisenda, Economia i Administració Pública Ruth Merino Peña.

## Llista de Portaveus del Consell
| #                                                                 | Legislatura | Nom | Nom                          | Inici mandat           | Fi mandat              | Partit polític | Partit polític |
| ----------------------------------------------------------------- | ----------- | --- | ---------------------------- | ---------------------- | ---------------------- | -------------- | -------------- |
| 1                                                                 | V           |     | Alicia de Miguel García      | 22 de maig de 1999     | 21 de juny de 2003     |                | PP             |
| 2                                                                 | VI          |     | Alejandro Font de Mora Turón | 21 de juny de 2003     | 27 d'agost de 2004     |                | PP             |
| Conselleria de Relacions Institucionals i Comunicació (2004-2007) |             |     |                              |                        |                        |                |                |
| 3                                                                 | VI          |     | Esteban González Pons        | 27 d'agost de 2004     | 30 de maig de 2006     |                | PP             |
| Portaveu del Consell (2007- )                                     |             |     |                              |                        |                        |                |                |
| 4                                                                 | VI i VII    |     | Vicente Rambla Momplet       | 30 de maig de 2006     | 31 d'agost de 2009     |                | PP             |
| 5                                                                 | VII         |     | Paula Sánchez de León        | 31 d'agost de 2009     | 21 de juny de 2011     |                | PP             |
| 6                                                                 | VIII        |     | Dolores Johnson Sastre       | 21 de juny de 2011     | 2 de gener de 2012     |                | PP             |
| 7                                                                 | VIII        |     | José Císcar Bolufer          | 2 de gener de 2012     | 29 de maig de 2014     |                | PP             |
| 8                                                                 | VIII        |     | Maria José Català Verdet     | 29 de maig de 2014     | 30 de juny de 2015     |                | PP             |
| 9                                                                 | IX i X      |     | Mónica Oltra Jarque          | 30 de juny de 2015     | 29 de juny de 2022     |                | Compromís      |
| 10                                                                | X           |     | Aitana Mas i Mas             | 30 de juny de 2022     | 18 de juliol de 2023   |                | Compromís      |
| 11                                                                | XI          |     | Ruth Merino Peña             | 19 de juliol de 2023   | 22 de novembre de 2024 |                | Independent    |
| 12                                                                | XI          |     | Susana Camarero Benítez      | 22 de novembre de 2024 | Actualitat             |                | PP             |